# Lakkur, Malur
Lakkur là một làng thuộc tehsil Malur, huyện Kolar, bang Karnataka, Ấn Độ.